# Falcipennis falcipennis
Il tetraone siberiano (Falcipennis falcipennis (Hartlaub, 1855)) è un uccello di medie dimensioni appartenente alla famiglia dei Fagianidi.

## Descrizione
È un galliforme di media taglia, lungo 38–43 cm, con un peso di 580–740 g.
È molto simile al tetraone delle peccete nordamericano (Canachites canadensis), con cui è strettamente imparentato.

## Distribuzione e habitat
L'areale del tetraone siberiano comprende l'estremo oriente russo e una piccola popolazione viveva anche nell'estremità nordorientale della Cina, ma ora è probabilmente estinta.
Vive soprattutto nelle foreste di peccio, abete, larice e pino.